# Ubayd-Al·lah ibn Sulayman
Ubayd-Al·lah ibn Sulayman fou un visir abbàssida, fill d'Abu-Ayyub Sulayman ibn Wahb.
Va tenir una llarga experiència com a secretari; quan el seu pare va caure en desgràcia va seguir la seva sort però després va aconseguir el favor de l'hereu al tron al-Mútadid i el califa al-Mútamid el va nomenar visir el juny del 891 sent el seu darrer visir. A la mort d'aquest califa el 892 va pujar al tron al-Mútadid que el va nomenar poc després com a visir (893) càrrec en el qual va restar fins a la seva mort l'abril del 901. En el seu govern, mercès a hàbils mesures administratives, va restaurar el poder califal al Jibal; va donar suport al clan Ibn al-Furat mercès als quals el califat va poder controlar estretament els ingressos de províncies i el califat en va rebre una part més important; va tenir fama de just i honest.